# 蘭伯特 (密西西比州)
蘭伯特（英語：Lambert）是位於美國密西西比州奎特曼縣的城鎮。

## 人口
根據2020年美國人口普查的數據，蘭伯特的面積為2.19平方千米，皆為陸地。當地共有人口1273人，而人口密度為每平方千米581人。